# Brennans Gap
Brennans Gap (även känt som Pandoras Pass) är ett bergspass i Australien. Det ligger i regionen Liverpool Plains och delstaten New South Wales, i den sydöstra delen av landet, omkring 270 kilometer nordväst om delstatshuvudstaden Sydney.
Trakten runt Brennans Gap är nära nog obefolkad, med mindre än två invånare per kvadratkilometer.. Det finns inga samhällen i närheten. 
I omgivningarna runt Brennans Gap växer huvudsakligen savannskog. Genomsnittlig årsnederbörd är 792 millimeter. Den regnigaste månaden är februari, med i genomsnitt 161 mm nederbörd, och den torraste är oktober, med 12 mm nederbörd.